# 尤寧 (伊利諾伊州洛根縣)
尤宁（英語：Union）是位於美國伊利諾伊州洛根縣的一個非建制地區。該地的面積和人口皆未知。

## 地理
尤宁的座標為40°17′15″N 89°22′01″W / 40.28750°N 89.36694°W，而該地的平均海拔高度為220米（即722英尺）。